# Faixa de Caprivi

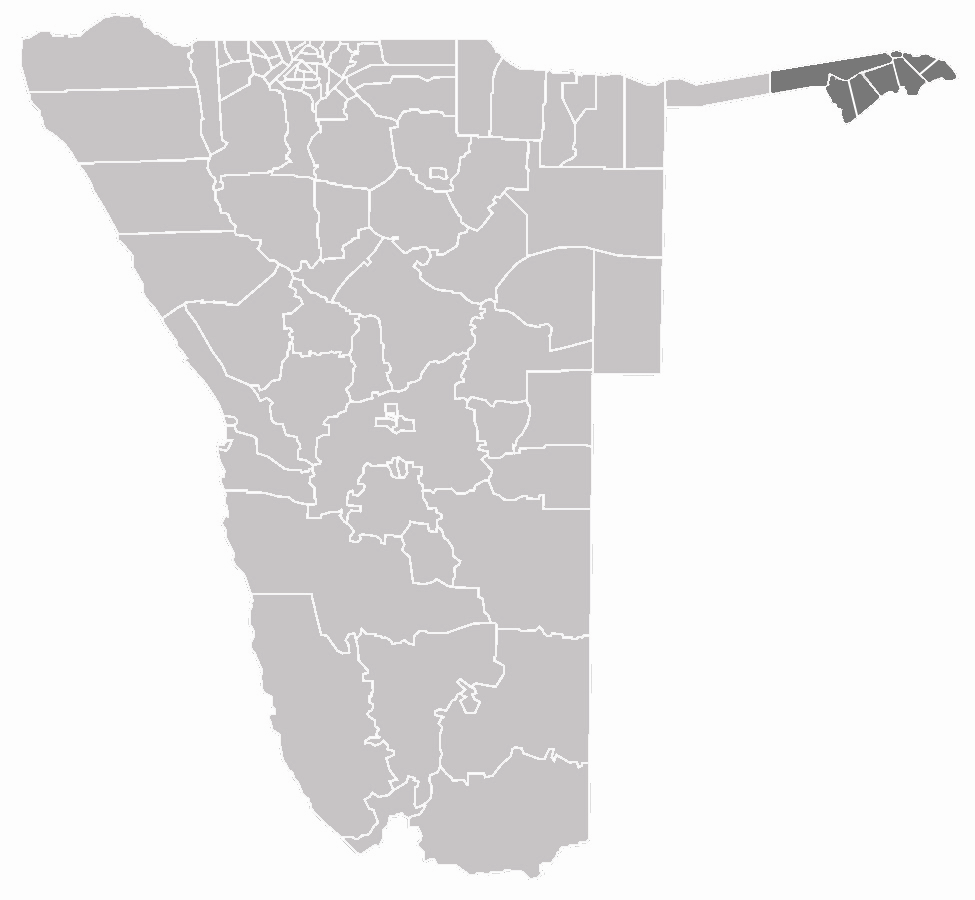
Localização da Região de Caprivi no mapa da Namíbia

A Faixa de Caprivi (Caprivi Strip em inglês, Caprivizipfel em alemão e antigamente Itenge) é um estreito corredor terrestre na forma de cabo de frigideira com cerca de 450 km de comprimento e largura média de 30 km, situado no nordeste da Namíbia e que permite ligar a região de Caprivi ao resto do território namibiano. 
É assim nomeada em honra do chanceler alemão Leo von Caprivi.

## História

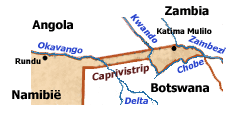
A Faixa de Caprivi em plano destacado

### Antecedentes
A Faixa de Caprivi foi criada pelo Tratado de Helgoland-Zanzibar assinado em 1 de Julho de 1890 entre a Alemanha e o Reino Unido. O tratado permitia à colónia alemã do Sudoeste Africano, como então era chamada a Namíbia, o acesso a um dos grandes rios africanos, o Zambeze, e consequentemente ao Oceano Índico. 
A partir de 1972, a Faixa de Caprivi fez parte do bantustão de Kavangoland e em 1990 foi incluída em duas das novas regiões namíbianas: Kavango e Caprivi.
Durante a Guerra Civil da Rodésia (1970–1979) e a altura das operações do ANC contra o governo do apartheid na África do Sul (1965–1994), a região do Caprivi foi utilizada por diversos grupos armados.

### Conflito de Caprivi

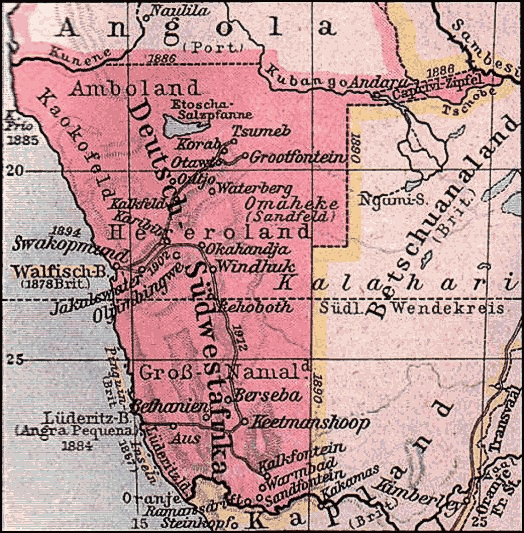
A Faixa de Caprivi prolonga a Namíbia até o rio Zambeze.

O conflito de Caprivi envolveu num conflito armado na Namíbia o Exército de Libertação de Caprivi (ELC), um grupo rebelde visando à secessão da Faixa de Caprivi, e o governo namibiano. Sua erupção principal ocorreu em 2 de Agosto de 1999, quando o ELC lançou um ataque em Katima Mulilo, ocupando a estação de rádio estatal e atacando uma delegacia de polícia, um posto fronteiriço de Wanella e uma base do exército. 
As forças armadas do governo anularam a tentativa de secessão dentro de poucos dias.

## Importância
A zona é rica em minerais, vegetação e fauna numerosa e variada, o que inclui grandes mamíferos, como elefantes, hienas, búfalos, antílopes e leopardos.
É lá que se situa o Parque Nacional Nkasa Rupara, a maior extensão pantanosa protegida do país.
O acesso ao rio Zambeze confere-lhe potencial para a inclusão em rotas comerciais até à África Austral, mas os caprichos do rio, os rápidos e as cataratas, além da instabilidade política, têm adiado o desenvolvimento económico e comercial da região.